# Winfried Schmähl
Winfried Schmähl (* 31. Mai 1942 in Liegnitz; † 26. März 2025) war ein deutscher Wirtschaftswissenschaftler und Hochschullehrer.

## Werdegang
Schmähl studierte Volkswirtschaftslehre in Frankfurt am Main und promovierte dort 1972. Im Jahre 1976 folgte die Habilitation, die sich an eine Tätigkeit von 1973 bis 1976 an der Frankfurter Universität anschloss. Im August 1976 berief ihn die Freie Universität Berlin als ordentlicher Professor. Von März 1989 bis 2007 wirkte er als Professor für Wirtschaftswissenschaft sowie als Direktor der Wirtschaftswissenschaftlichen Abteilung des Zentrums für Sozialpolitik an der Universität Bremen.
Schmähl arbeitete in zahlreichen Enquête-Kommissionen der jeweiligen Bundesregierungen. Außerdem war er bis 2016 Mitglied des Beirats Forschungsförderung beim Forschungsnetzwerk Alterssicherung der Deutschen Rentenversicherung Bund. Zusätzlich war er Mitglied der Sachverständigenkommission des Bundestags für den Altenbericht.
Schmähl war ein Kritiker der Riester-Rente. Als Vorsitzender des Sozialbeirates der Bundesregierung wurde er im Jahr 2000 durch Bert Rürup ersetzt. Er war Mitglied des Wissenschaftlichen Beirats der wirtschaftspolitischen Zeitschrift Wirtschaftsdienst.
Schmähl starb am 26. März 2025.

## Schriften
- (Hrsg.): Betriebliche Sozial- und Personalpolitik: Neue Herausforderungen durch veränderte Rahmenbedingungen. Campus, Frankfurt/Main 1999
- W. S., Herbert Rische: Wandel der Arbeitswelt, Folgerungen für die Sozialpolitik. Nomos, Baden-Baden 1999
- Mindestsicherung im Alter. Erfahrungen, Herausforderungen, Strategien. Campus, Frankfurt/Main 1993
- Zum Vergleich von Umlageverfahren und kapitalfundierten Verfahren zur Finanzierung einer Pflegeversicherung in der Bundesrepublik Deutschland. Kohlhammer, 1992
- Das Rentenniveau in der Bundesrepublik. Campus, Frankfurt/Main 1985
- Systemänderung in der Altersvorsorge. Westdeutscher Verlag, Opladen 1974
- Rente: Vor 50 Jahren wurde die dynamische Rente eingeführt – aus guten Gründen. In: Die Zeit 04/2007, Seite 22 (Online-Version)
- Alterssicherungspolitik in Deutschland. Mohr Siebeck, Tübingen 2018